# بدر ناصر (لاعب كرة قدم إماراتي)
بدر ناصر عبد العزيز (مواليد 16 سبتمبر 2001) لاعب كرة قدم إماراتي يجيد اللعب كظهير أيسر مع نادي شباب الأهلي في دوري الخليج العربي الإماراتي .

## روابط خارجية
- بدر ناصر (لاعب كرة قدم إماراتي) على موقع ناشيونال فوتبول تيمز (الإنجليزية)
- بدر ناصر (لاعب كرة قدم إماراتي) على موقع Soccerway.com (الإنجليزية)